# Subaru 1500
Der Subaru 1500 ist das erste Fahrzeug der Automotive-Sparte von Fuji Heavy Industries. Er wurde unter dem Codenamen P1 entwickelt.  Der 1500 hat ein ähnliches Aussehen wie der Peugeot 403.

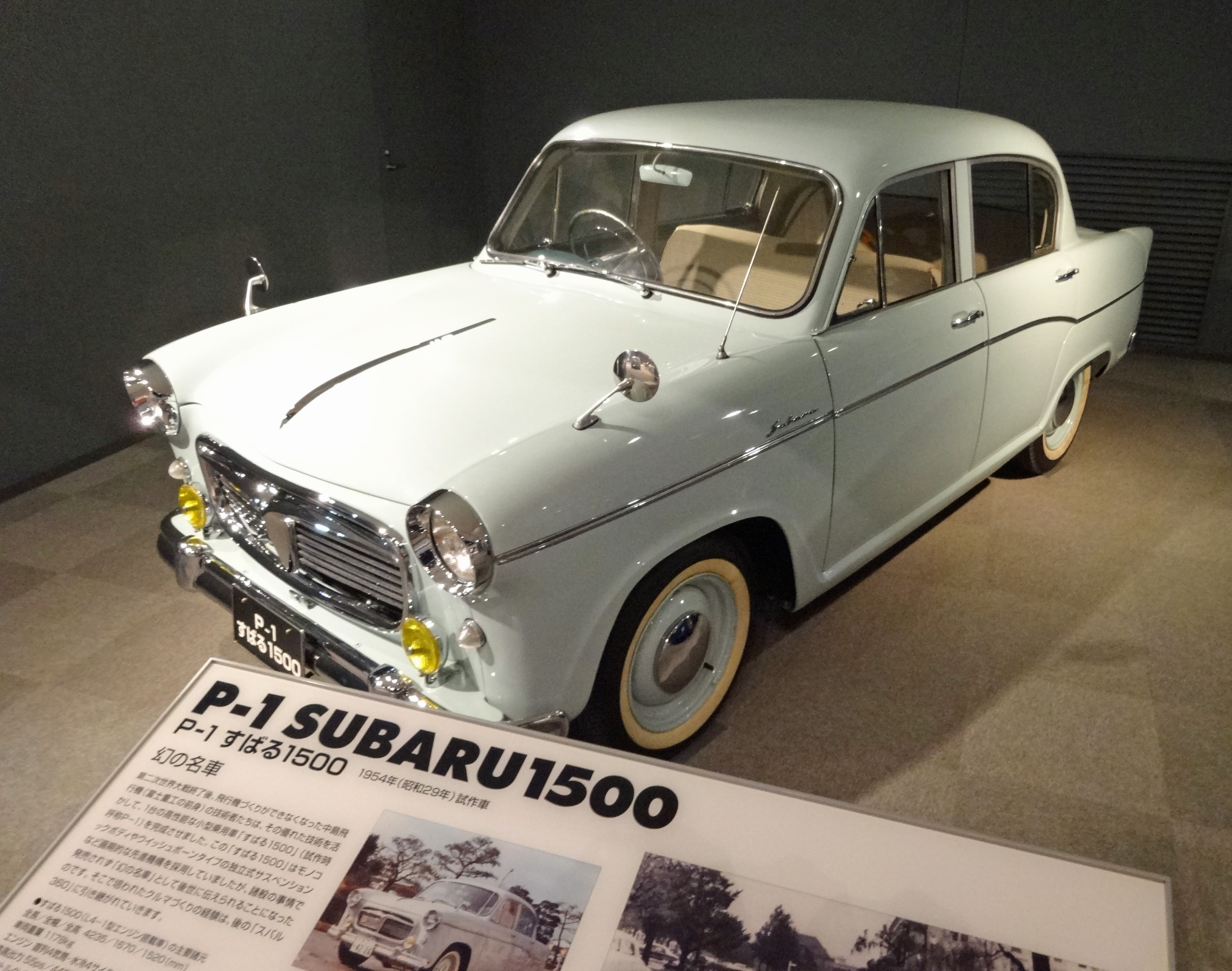
Front-Seitenansicht

## Technik
Der Wagen hatte eine selbsttragende Karosserie, Einzelradaufhängung vorne an doppelten Dreieckslenkern und eine hintere Starrachse an Blattfedern mit drei Lagen. Der 1,5 Liter-Vierzylinder OHV-Motor FG4A stammte vom Peugeot 202 und wurde in Lizenz hergestellt von Fuji Precision Technology später bekannt als Prince Motor Company. Später wurde ein anderer Motor mit dem Codenamen L4-1 von Fuji Heavy Industries entwickelt, auch ein wassergekühlter 1,5-Liter-Reihenmotor mit vier Zylindern und hängenden Ventilen, der aber 20 Prozent leichter war als der Vorgänger.
Nur 20 P-1 wurden gebaut, 11 davon mit dem FG4A-Motor. Sechs Einheiten des 1500 wurden an die Isesaki Ota Honjo Taxi-Unternehmen für Tests zur Verfügung gestellt. Diese verliefen erfolgreich, wodurch sich Fuji Heavy Industries bestärkt fühlte Fahrzeuge zu bauen und mit dem Subaru 360 vier Jahre später das erste Modell als Großserie auflegte. 